# بوزنيقة
بوزنيقة (بالأمازيغية: ⴱⵓⵣⵏⵉⵇⴰ) هي مدينة مغربية، وجماعة ترابية ساحلية، ذات طابع حضري، تقع على المحيط الأطلسي، بين مدينتي الرباط والدار البيضاء، بإقليم بن سليمان، جهة الدار البيضاء سطات وتضم 37,238  نسمة وفق إحصاء سنة 2014.

## التاريخ
يرجع تاريخ تأسيس بوزنيقة إلى عهد السلطان العلوي سيدي محمد بن عبد الرحمن في القرن التاسع عشر، الذي بنى «القصبة» وجعل منها قاعدة لجيوشه.
سكان بوزنيقة الأقدمين ينتمون إلى قبيلة «الأعراب» التي يكثر أفرادها إضافة إلى بوزنيقة، في وادي الشراط والصخيرات وجزءامن تمارة، ويعود أصلهم إلى عرب «صبّاح» من بني هلال. ويرجع أمر تواجد ساكنة لا بأس بها من تافيلالت ببوزنيقة إلى انحدار الأعراب بنسبة عالية من الرشيدية جنوب المغرب، وهذا ما يؤكده تواجد فخذات ودواوير بإقليم الرشيدية تحمل نفس الاسم الموجود بتراب دائرة بوزنيقة، مثل: العبابدة وأولاد صبيح.
إلى جانب القصبة، تعتبر الكنيسة الكاتوليكية المتواجدة بقلب بوزنيقة، محطة ثانية لنشأة بوزنيقة في بداية القرن العشرين «رمز التواجد المعمر الفرنسي في فترة الاستعمار بالمنطقة».
يعدّ إنشاء الطريق الوطنية رقم 1 بين الرباط والدار البيضاء عاملا مهما في التوسع العمراني بالمدينة. كل هذه العوامل وغيرها، كالصراعات القبلية القديمة، والهجرة القروية نحو المراكز السكنية، ساهم في تطور نسبة النمو الديموغرافي حيث وصل تعداد السكان لما يناهز 37,238 نسمة سنة 2014، بعد أن كان سنة 1936 لا يتجاوز 417 نسمة فقط.

## الجغرافيا
تقع جماعة بوزنيقة على الإحداثيات التالية 7.15968- : 33.7894، بإقليم بنسليمان، جهة الدار البيضاء سطات، على هضبة الشاوية السفلى، وهي جماعة ساحلية، تعتمدعلى السياحة الشاطئية خلال فصل الصيف، حيث تعتبر متنفسا للمدن الكبيرة المجاورية لها مثال الرباط والمحمدية والدار البيضاء.

## التجهيزات

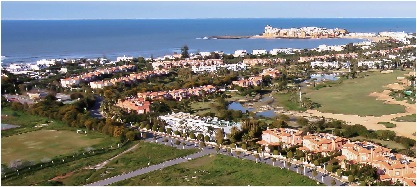
ساحل مدينة بوزنيقة

تضمن مدينة بوزنيقة محطة للقطارات، كما تضم مدخلا لطريق السيار، وتمر منها الطريق الوطنية رقم 1، والطريق الساحلية بين الرباط والمحمدية، وأيضا الطريق الوطنية رقم 23 نحو مدينة بنسليمان. وتضم المدينة مربطا لتربية الخيول، وحلبة لسباق الخيول، وملعبي غولف، وعدة مركبات ومخيمات ترفيهية، وفنادق مصنفة 5 نجوم. كما تضم جماعة بوزنيقة القصر الملكي، وحي صناعي من الحجم المتوسط.

## المعالم

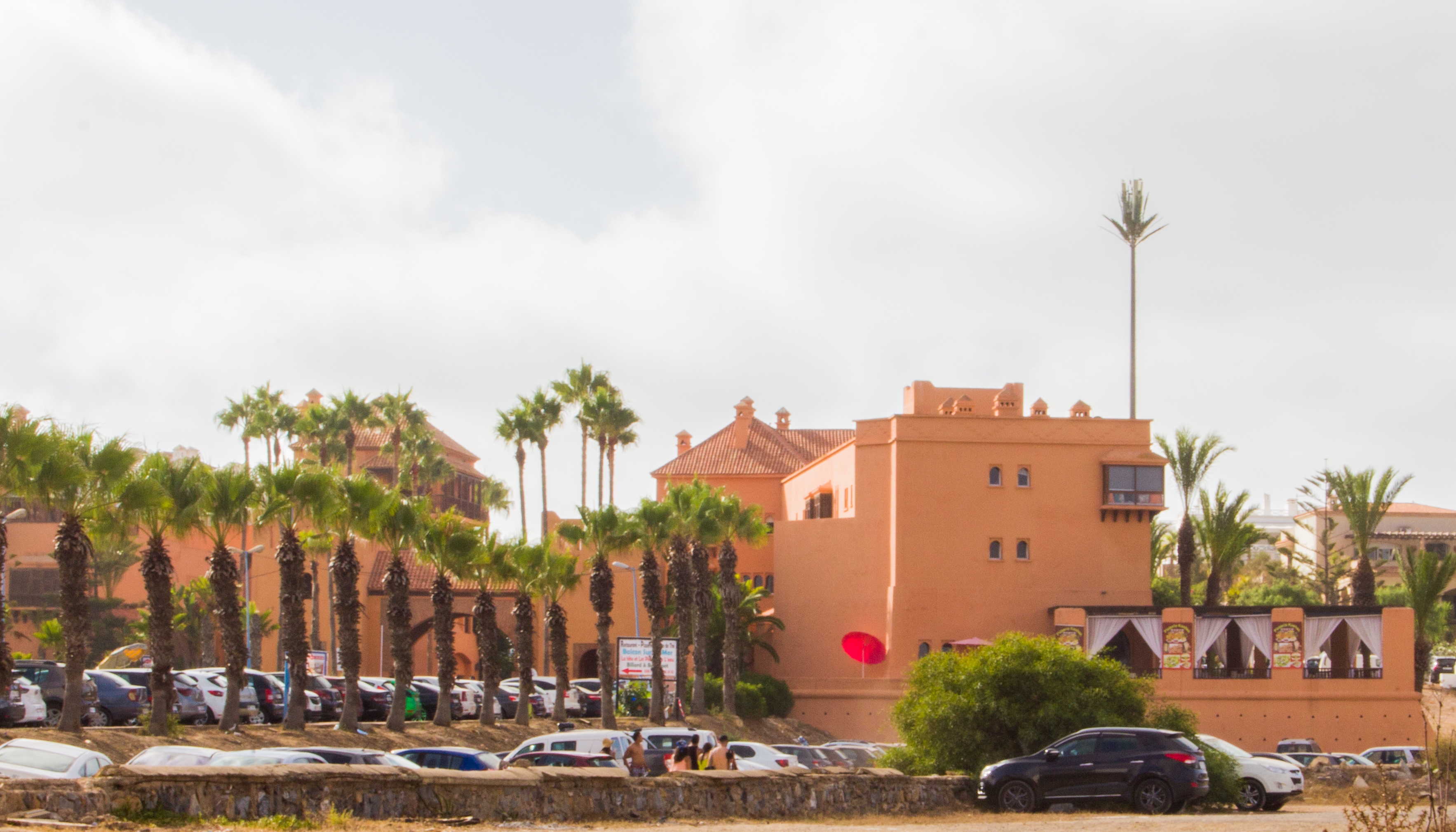
فندق القصبة، بمدينة بوزنيقة

القصر الملكي لبوزنيقة
القصبة التاريخية
الكنيسة الفرنسية
فندق القصبة

## المناطق الطبيعية

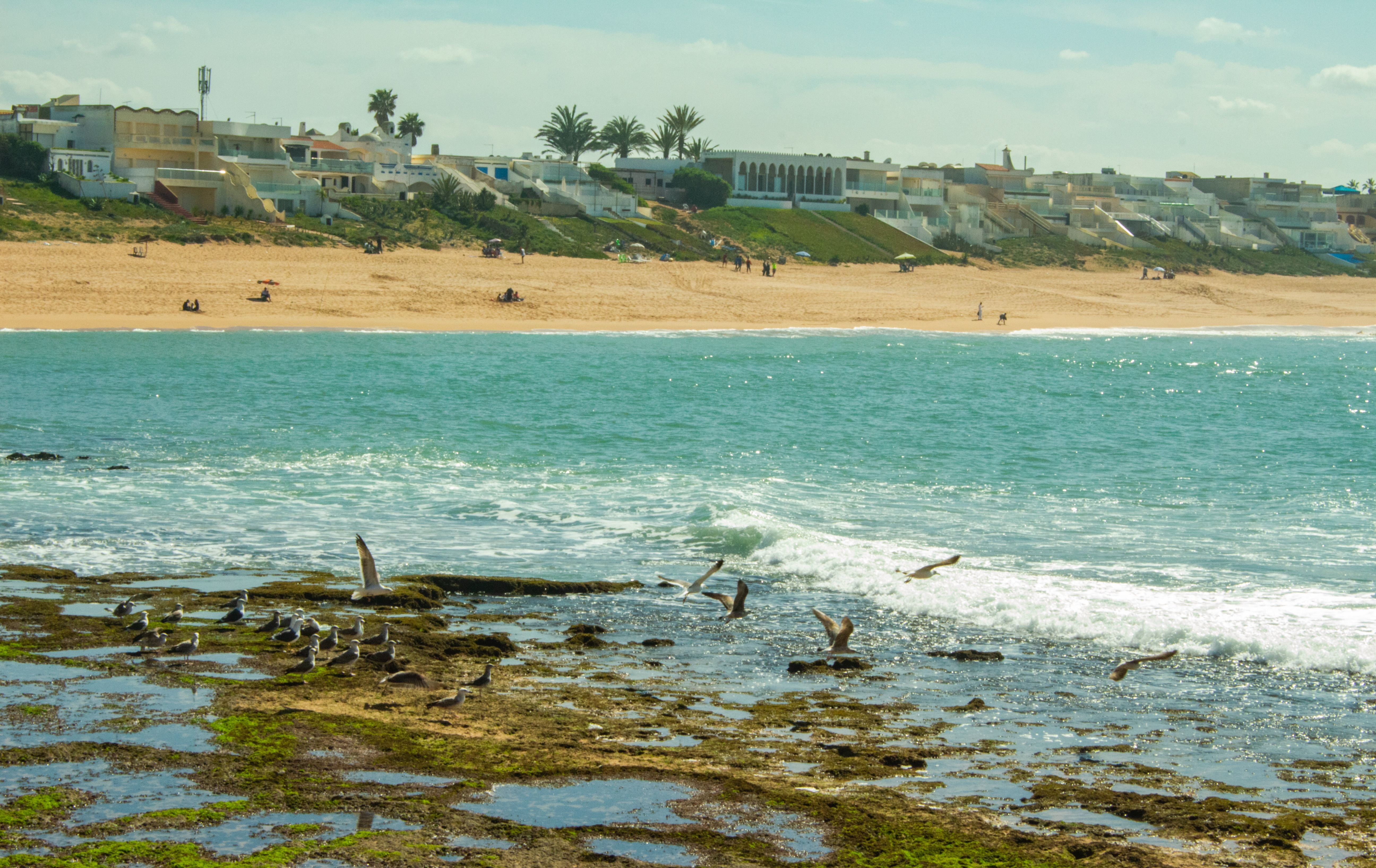
شاطئ مدينة بوزنيقة

غابة الزيتون البري على الطريق الوطنية رقم 1
غابة الصنوبر على الطريق الساحلية
شواطئ جماعة بوزنيقة
غابة القنص التابعة للقصر الملكي
وادي بوزنيقة
وادي سيكوك
وادي لغبار

## أعلام المدينة
- عبد الله بها[بحاجة لمصدر]
- عمر المنصوري [بحاجة لمصدر]

## أبرز الأحداث
الحوار الليبي بين وفدي مجلس النواب ومجلس الدولة الإستشاري سنة 2020

## شاطئ بوزنيقة
هو شاطئ رملي مطل على المحيط الأطلسي، يقع على ساحل إقليم بنسليمان، على تراب جماعة بوزنيقة، يحده من الشمال الشرقي مصب واد بوزنيقة، ومن الجنوب الغربي مصب واد سيكوك، يتميز بمرفلوجيته المميزة على شكل حرف w، ويعرف بجودة مياهه ورماله، حيث يستقبل خلال فصل الصيف أعدادا كبيرة من الزوار من مختلف مناطق المغرب، خاصة من مدن الدار البيضاء والمحمدية والرباط وسلا وبنسليمان.

### الموقع

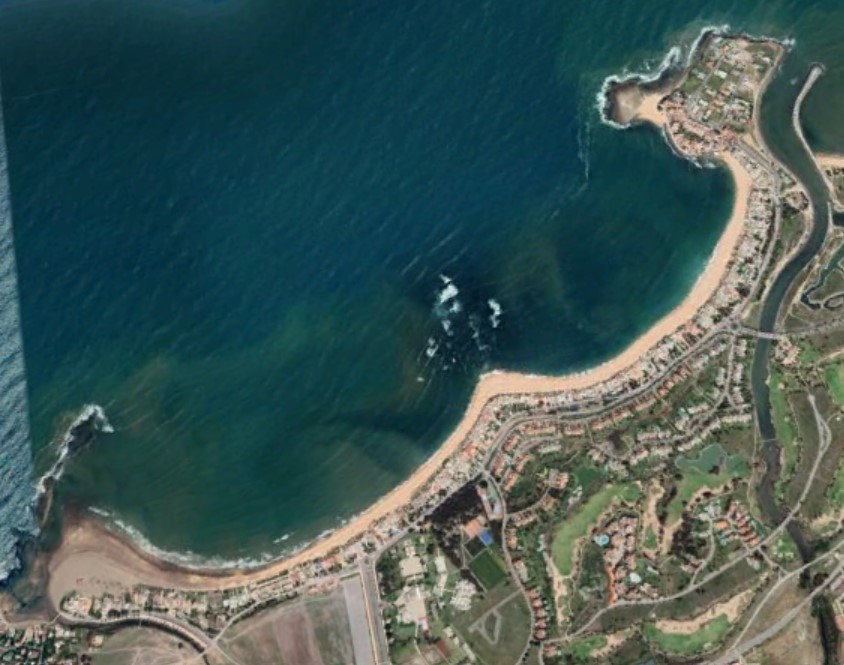
شاطئ بوزنيقة من القمر الإصطناعي يظهر على شكل حرف W

ينفتح شاطئ بوزنيقة على المحيط الأطلسي، تحديدا على ساحل هضبة الشاوية، على المجال الترابي لإقليم بنسليمان، في حين ينتمي إلى جماعة بوزنيقة، يحده من الشمال الشرقي مصب واد بوزنيقة (كثيرا ما يتم خلطه مع مصب واد الشراط)، ومن الجنوب الغربي مصب واد سيكوك، أما جنوبا فينفتح على منطقة ساحلية مجهزة سياحيا.

### المرفولوجية
يتميز شاطئ بوزنيقة بمرفلوجيته المميزة على شكل حرف w، وبكبر حجمه، واتساعه. ونجد أن كل جزء منه يطلق عليه اسم معين محليا مثل «لابيسين» في أقصى الجنوب الغربي، و«لفلايك» في أقصى الشمال الشرقي. يبلغ طول الشاطئ حوالي 3 كيلومترات ونصف، أما مساحته فتبلغ حوالي 25 هكتارا دون احتساب المجال المبني، حيث تطوق الشاطئ بنايات سياحية شاطئية تعرف باسم (كابانوهات) على أخره، هذه البنايات شيدت على الملك العمومي البحري للدولة، وتم استئجارها من طرف الخواص بناء على عقود طويلة المدى يتم تجديدها مع وزارة التجهيز والنقل.

### المجال الساحلي
يتميز المجال الساحلي لشاطئ بوزنيقة أو ما يعرف ب «بوزنيقة باي» يتجهيزات مهمة، حيث توجد إقمات سياحية ساحلية على طول خط الساحل، إضافة إلى مجمع مولاي رشيد للشباب والطفولة، ومخيم مجهز تابع لوزارة الشباب لفائدة الأطفال، ومكان مخصص لإقامة مهرجان للفنتازيا، كما لا تبعد عليه غابة صنوبرية ساحلية مميز. وقد تم تجهيز هذه المنطقة بمجموعة من الخدمات السياحية مثل المطاعم ومواقف السيارات، أما في الشق الشمالي الشرقي، فهناك ملعب للغولف، وميناء خاص بالصيد التقليدي، وموقف لليخوت الصغيرة، وفي الأخير هناك فندق كبير الحجم يطلق عليه فندق القصبة، والذي يعد معلمة للشاطئ وللمدينة ككل عبارة عن شبه جزيرة صغيرة تمتد داخل البحر، يضم تجمعا سياحيا يحتوي على فنادق ومطاعم ومقاهي راقية، ونواد لممارسة الرياضات البحيرة وخاصة رياضة الركمجة، حيث يوج خلف هذه القصبة شاطئ صغير الحجم مستقل، مناسب لممارسة هذه الرياضة، كما لا يجب الخلط بين فندق قصبة بوزنيقة، وقصبة بوزنيقة التاريخية التي تقع على الطريق الساحلي قرب الشاطئ، وتسمى حاليا بالمربط الوطني لبوزنيقة، أو حرس بوزنيقة.

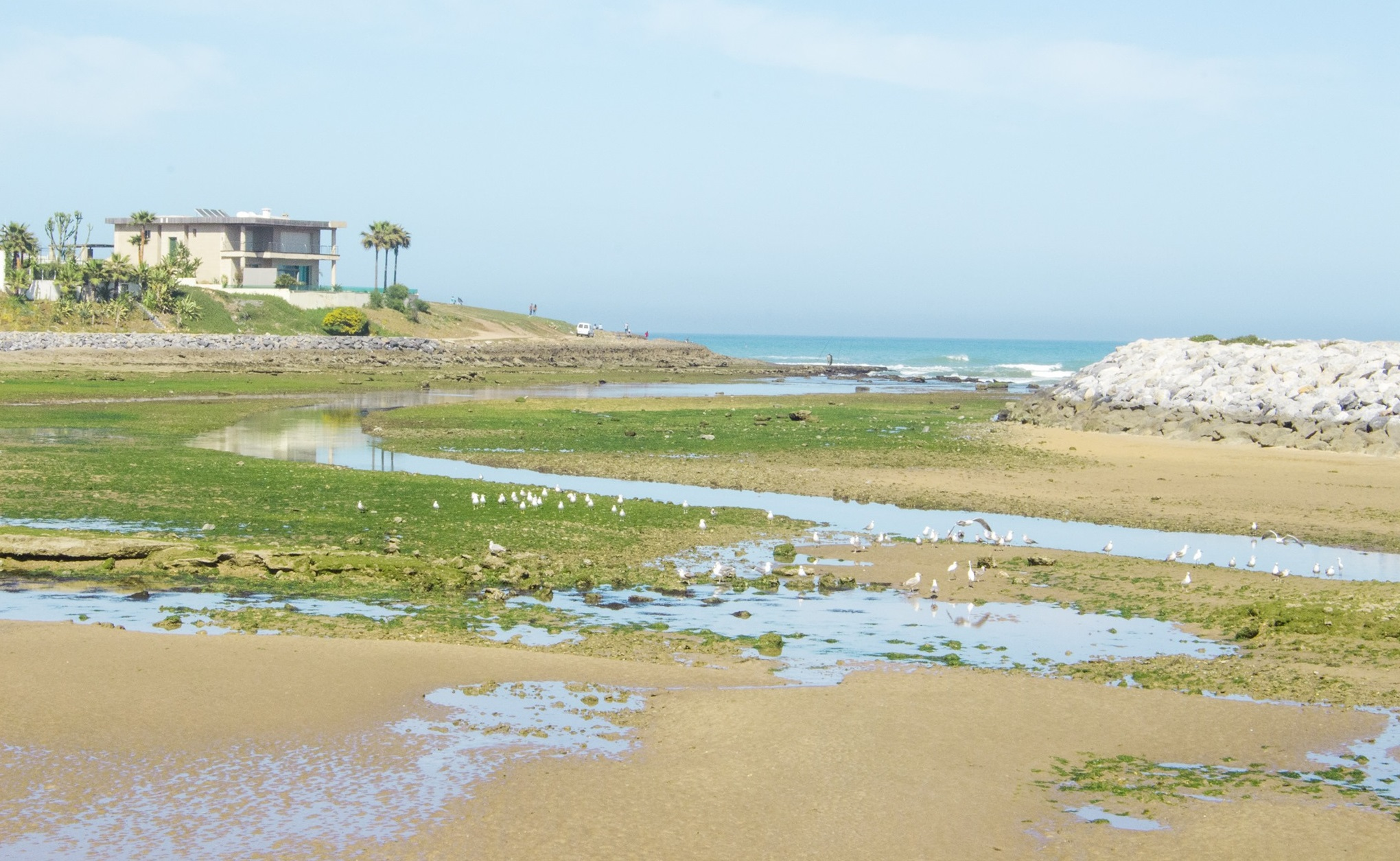
مصب واد بوزنيقة

### السياحة
شاطئ بوزنيقة من أكثر الشواطئ نشاطا في المغرب من حيث استقبال الزوار، حيث يساعد حجمه الكبير وجودة مياهه ورماله، وحصوله على شارة اللواء الأزرق باستمرار ل 16 مرة متتالية منذ سنة 2007، إضافة إلى موقعه المميز قرب مخرج طريق السيار، وعلى الطريق الساحلية، وقرب الطريق الوطني ومحطة القطار، على استقبال عدد هائل من الزوار الباحثين عن الإستجمام يوميا خلال فصل الصيف، خاصة من المدن الكبرى المجاورة، وعلى رأسها مدينة الدار البيضاء، كون هذا الشاطئ يتوفر على جميع التجهيزات الأساسية، (ممرات خشبية، قمامات للأزبال، إذاعة شاطئية، المراقبة، الأمن، مواقف السيارات).
في سياق أخر، تعتبر مدينة بوزنيقة مدينة سياحية بامتياز، جزء مهم من مداخيلها قائم على السياحة، حيث يعمل الشاطئ على خلق رواج اقتصادي مهم بالمنطقة خلال فصل الصيف، تعتمد عليه شريحة كبيرة من الساكنة المحلية.

### المخاطر
جودة مياه هذا الشاطئ، ساهمت في حصوله على ترتيب جيد من حيث جودة الشواطئ، لكن رغم ذلك فإن واد سيكوك الذي يقع مصبه بالجنوب الغربي للشاطئ، يجلب معه مياه الصرف الصحي ذات الرائحة الكريهة، وذلك رغم تواجد محطة لمعالجة المياه العادمة غير بعيد عن المنطقة. في حين يشتكي بعض المصطافين أيضا من غياب دوشات في المستوى، وقلة الحمامات، وانتشار الكلاب الضالة، أما الإشكال الكبير الذي يعرفه هذا الشاطئ فهو تسعيرات ركن السيارات الذي تثير موجة من الاستياء كل سنة، إضافة إلى عدم تقنين خدمات كراء المظليات والكراسي.

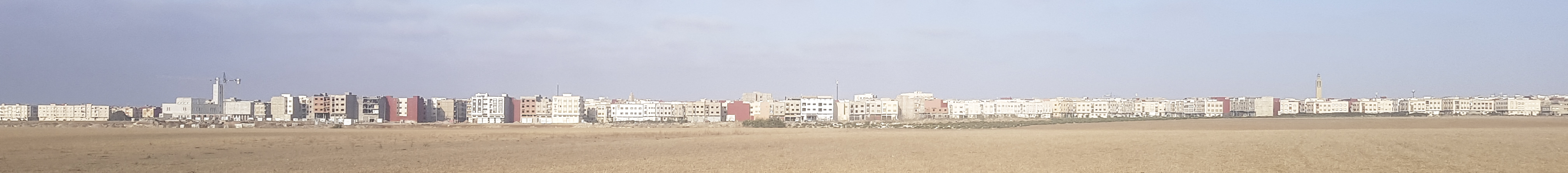
جنوب مدينة بوزنيقة

## معرض الصور

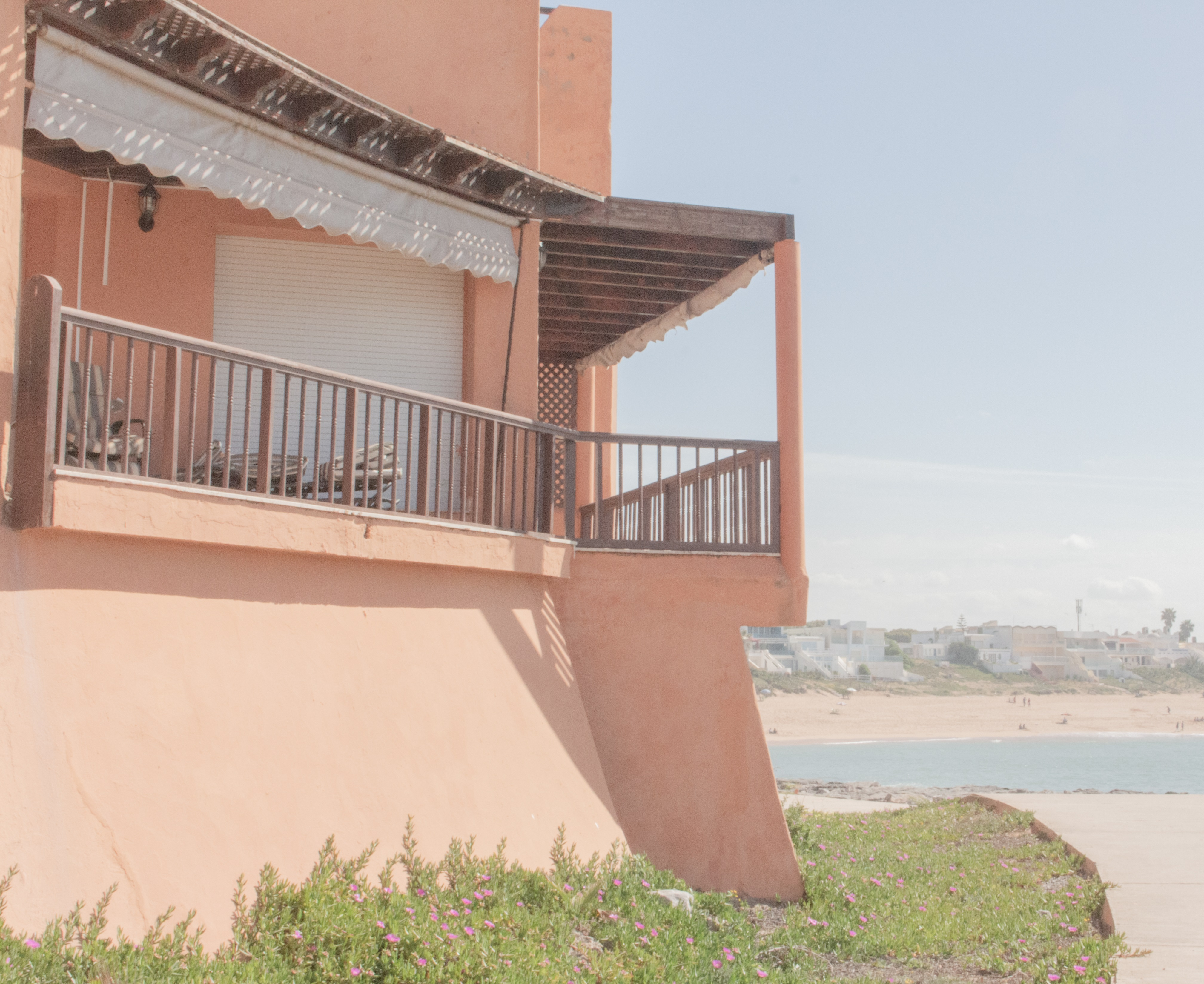
شرفة مطلة على البحر من فندق قصبة بوزنيقة
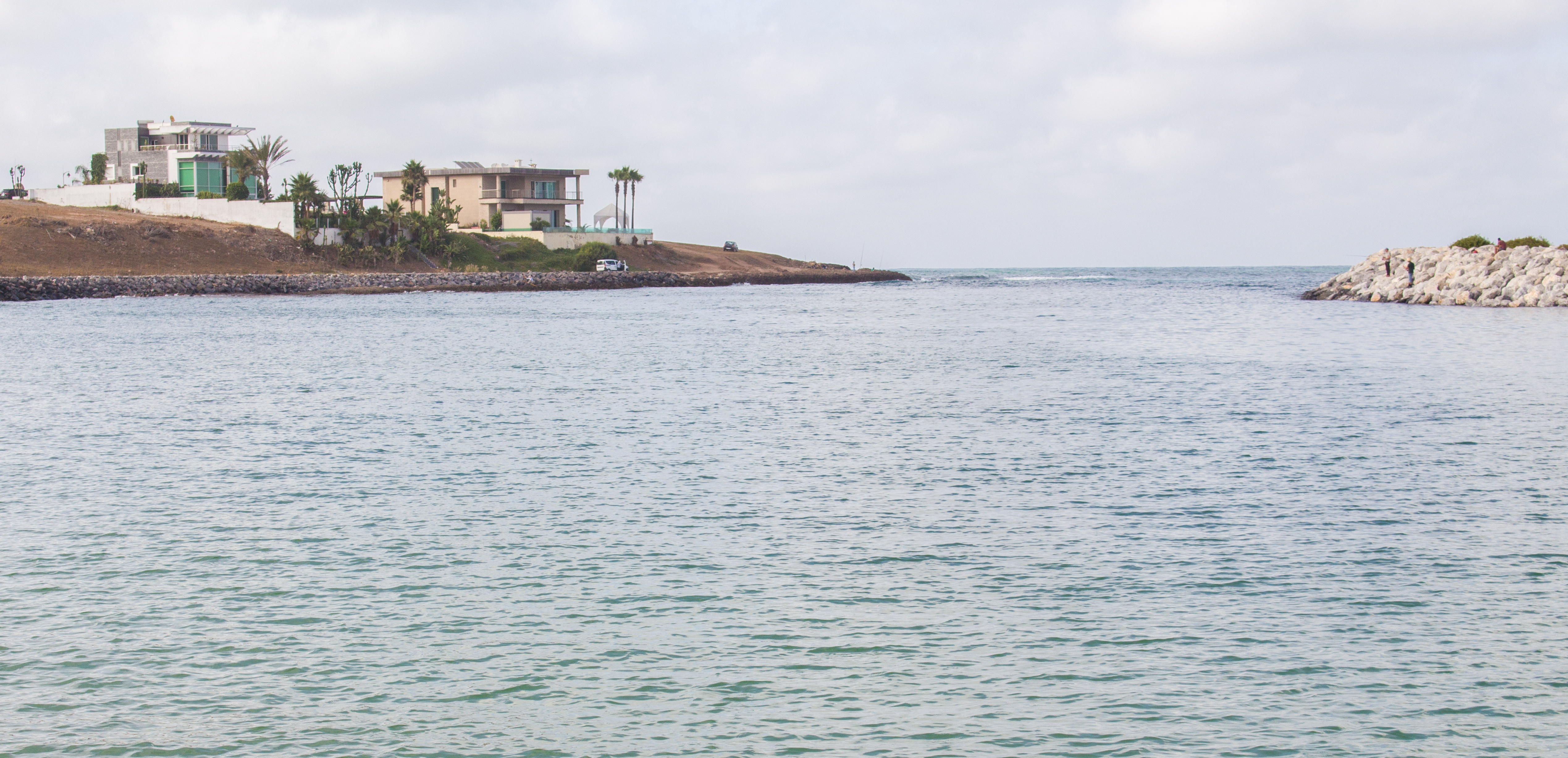
مصب وادي بوزنيقة
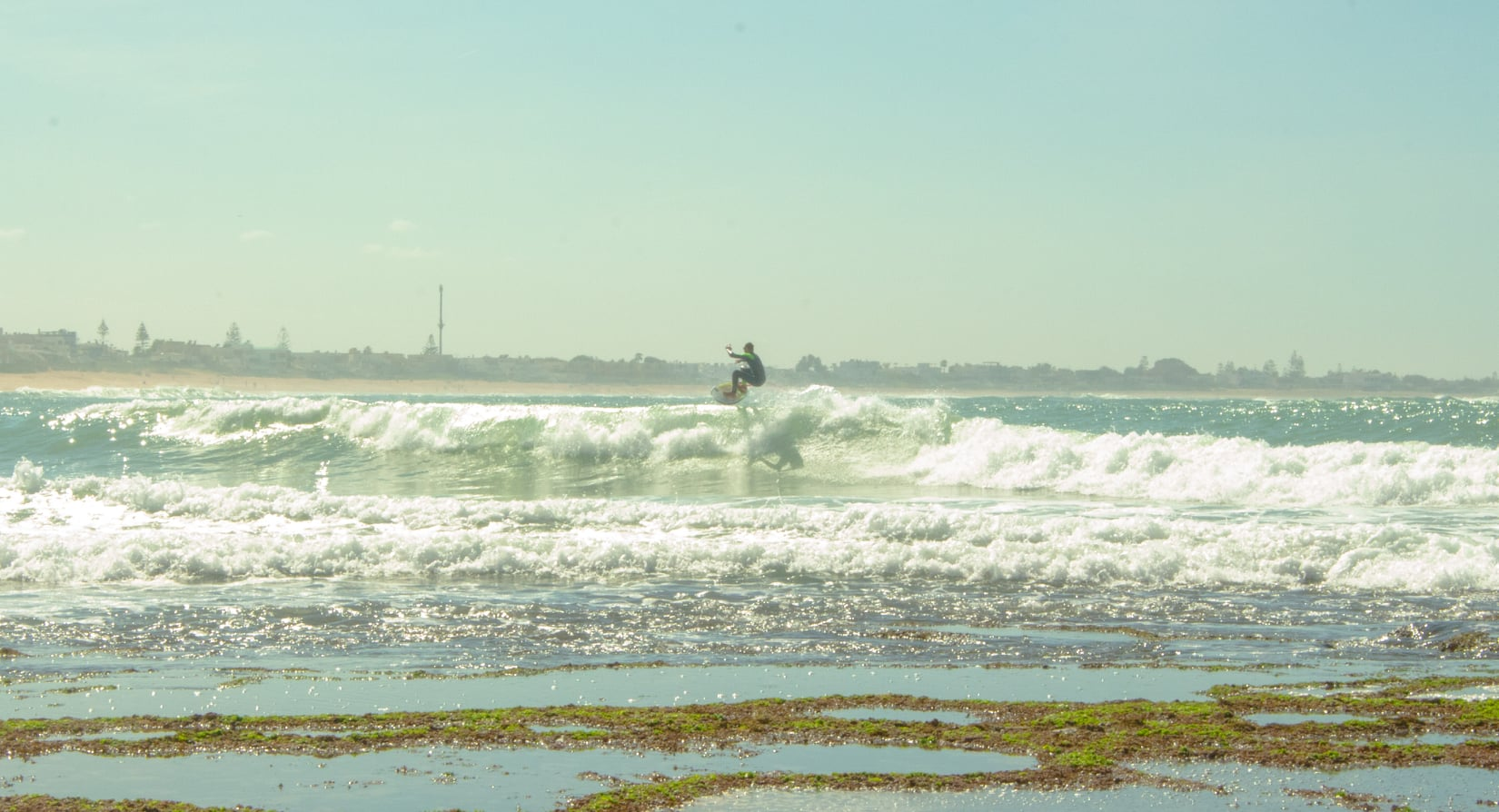
ممارسة رياضة الركمجة قرب فندق قصبة بوزنيقة
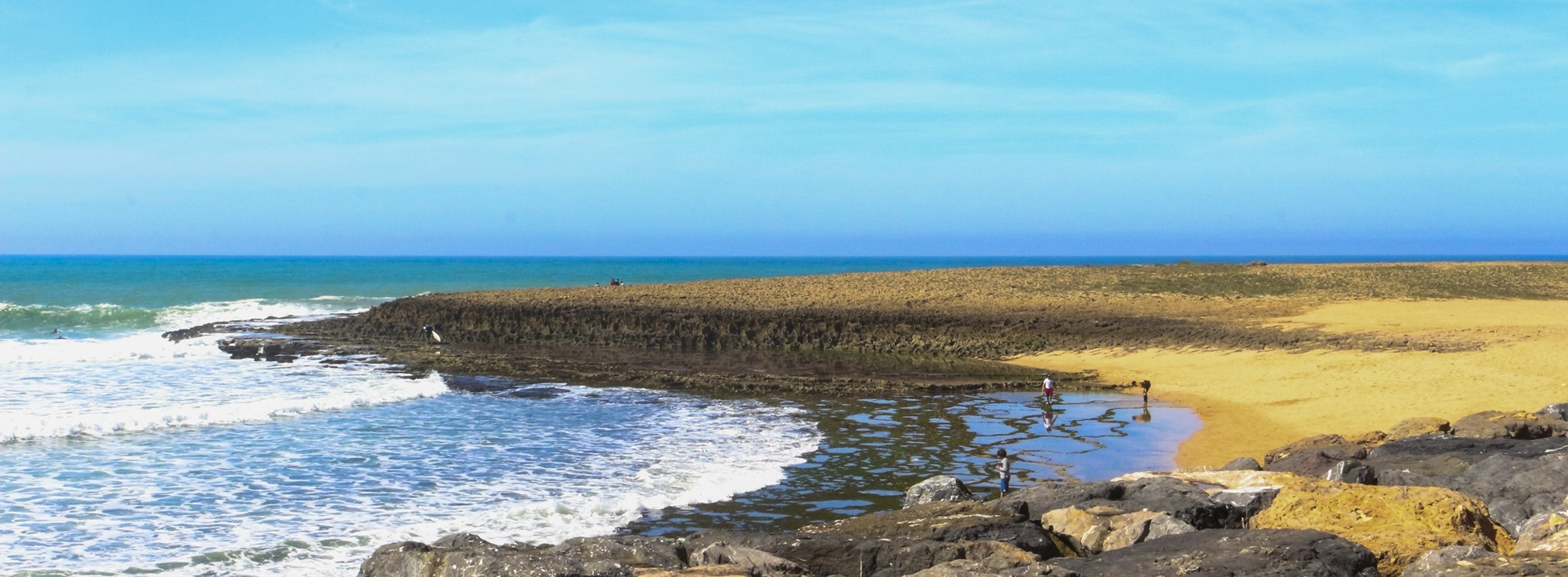
شاطئ صغير وراء فندق قصبة بوزنيقة
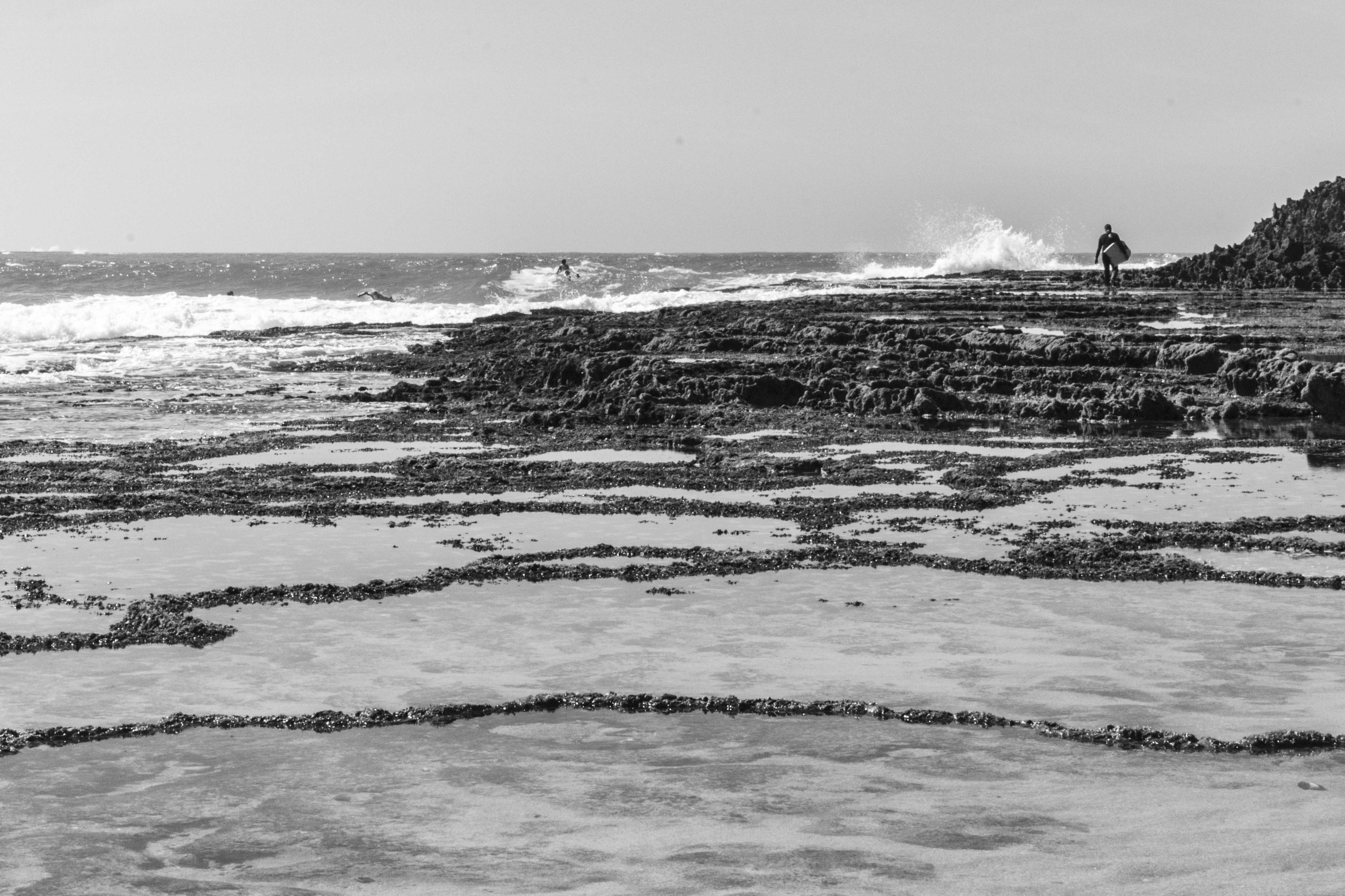
ممارسة رياضة الركمجة بشاطئ بوزنيقة
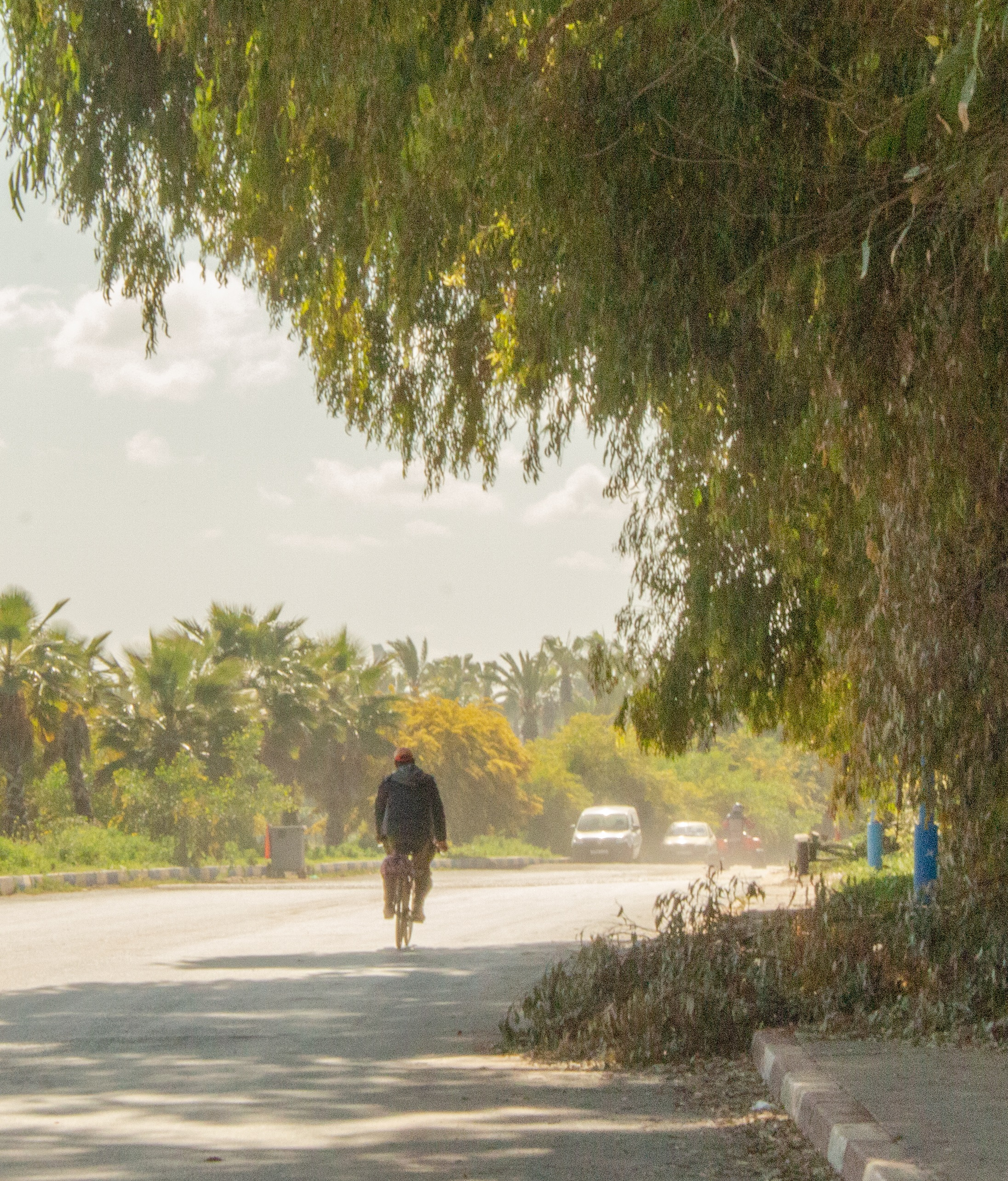
مشهد من ساحل بوزنيقة
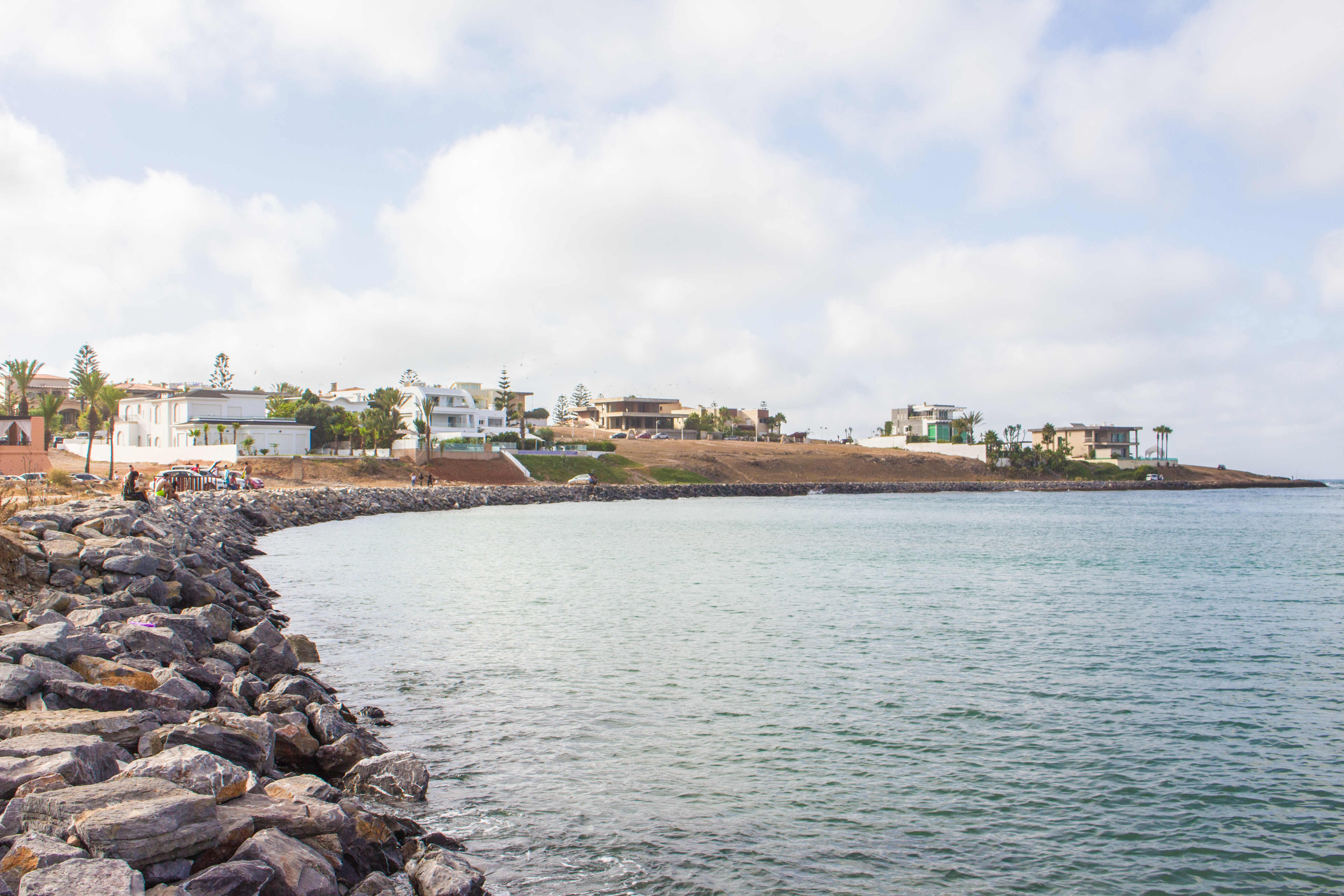
وادي بوزنيقة
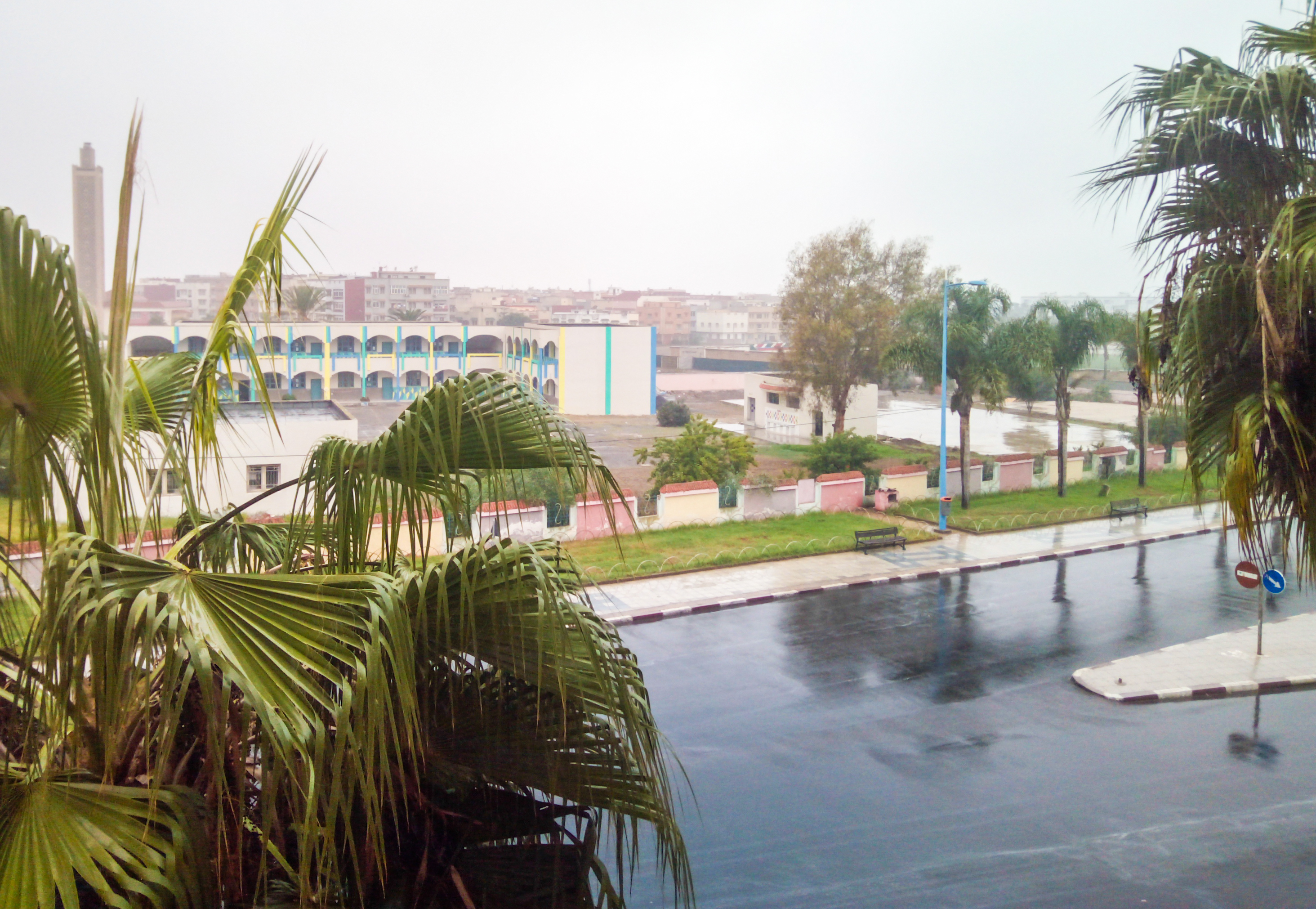
مركز مدينة بوزنيقة
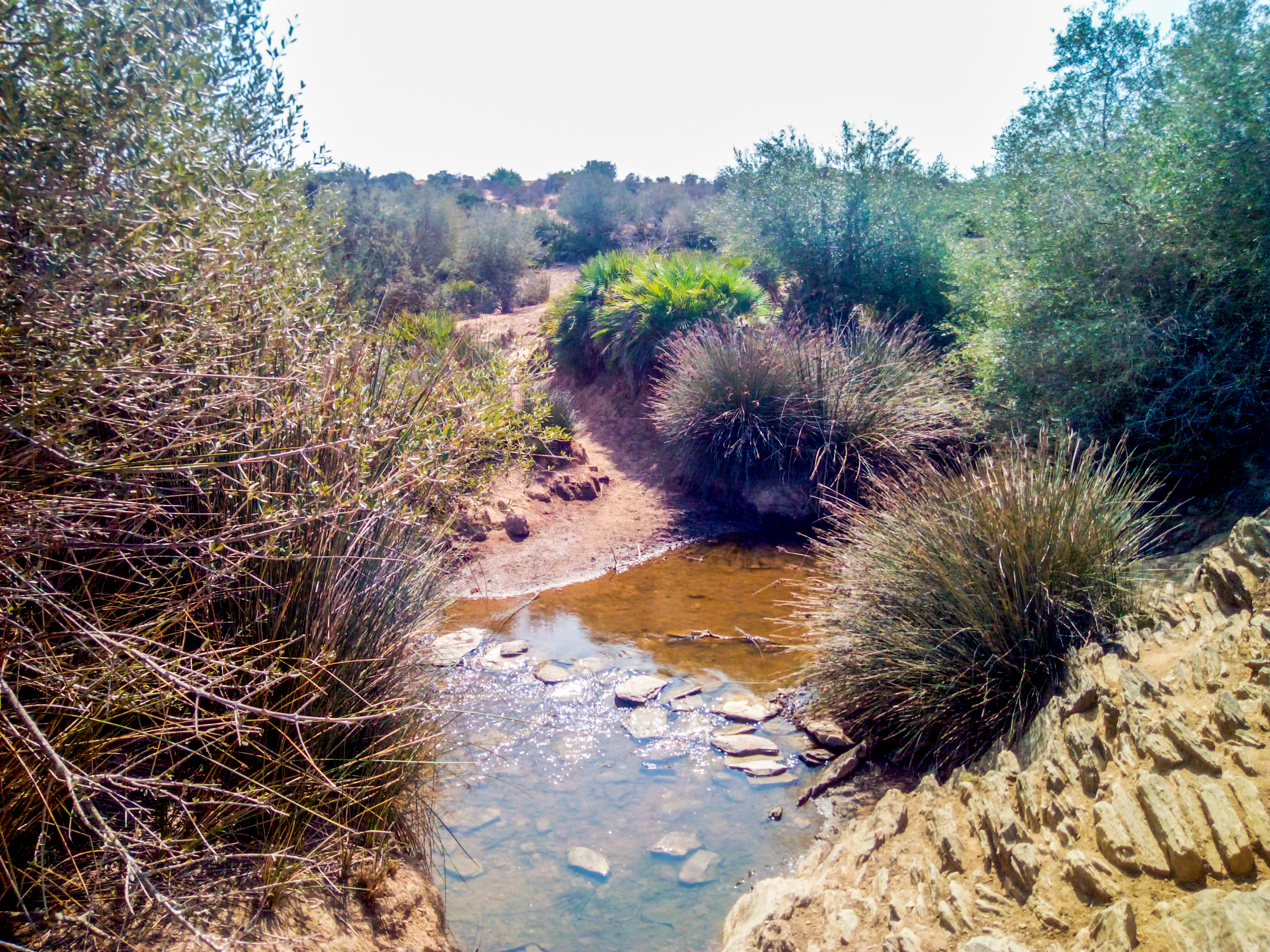
واد لغبار بجماعة بوزنيقة
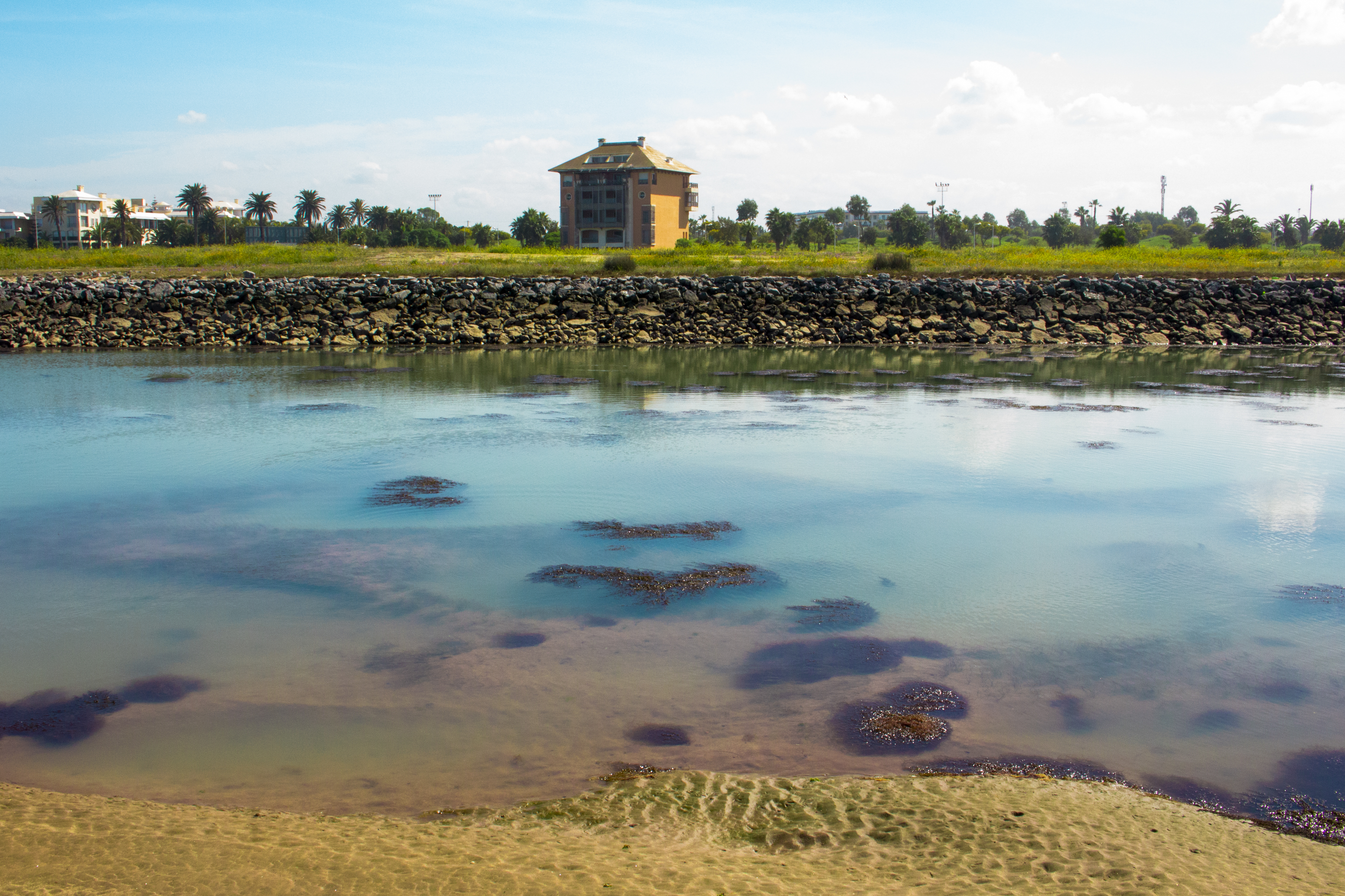
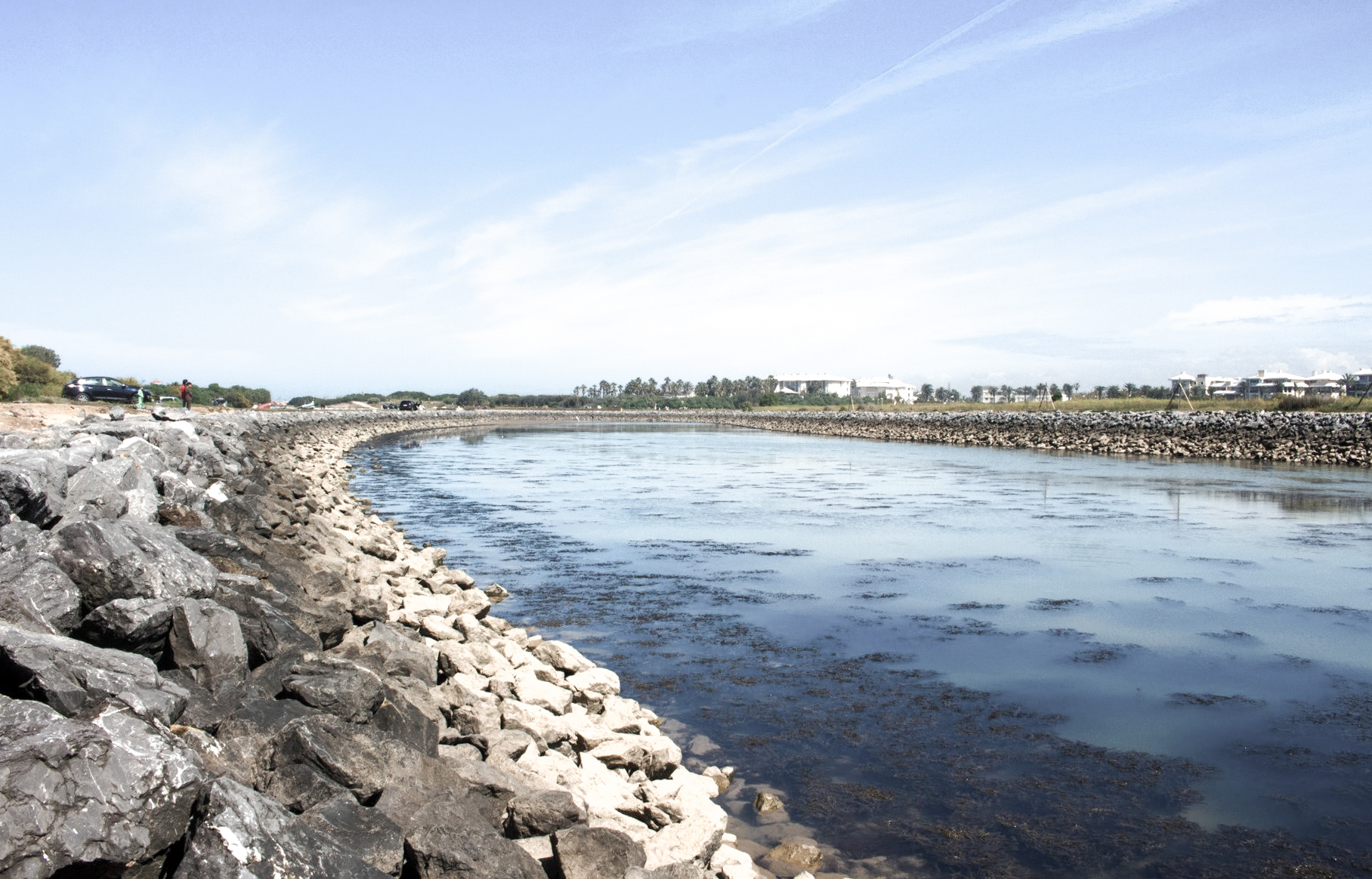
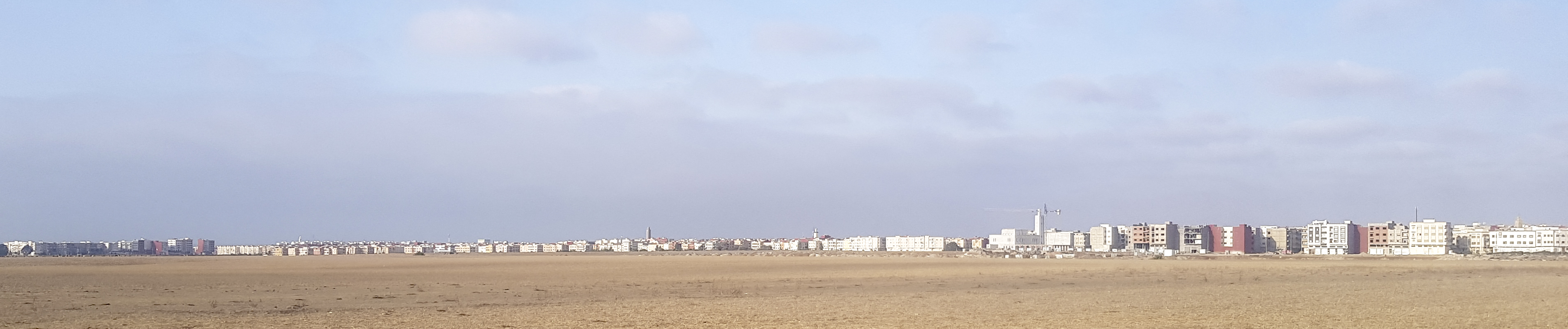
توسع مدينة بوزنيقة جنوبا

## قائمة المراجع
1. 1 2 3  المندوبية السامية للتخطيط (المحرر)، الإحصاء العام للسكان والسكنى لسنة 2014، QID:Q19599909
2. ↑   http://rgph2014.hcp.ma/file/166326/. {{استشهاد ويب}}: |url= بحاجة لعنوان (مساعدة) والوسيط |title= غير موجود أو فارغ (من ويكي بيانات) (مساعدة)
3. ↑  GeoNames (بالإنجليزية), 2005, QID:Q830106
4. 1 2 3  "اكتشف 7 معلومات عن مدينة بوزنيقة المغربية التي تشهد الحوار الليبي". www.afrigatenews.net. مؤرشف من الأصل في 2023-01-26. اطلع عليه بتاريخ 2023-01-26.
5. ↑  "- بوزنيقة - معطيات تاريخية". ecolesbouznika.net. مؤرشف من الأصل في 2023-01-26. اطلع عليه بتاريخ 2023-01-26.
6. 1 2  "بوزنيقة, إقليم بنسليمان, جهة الدار البيضاء سطات, المغرب - المدن والقرى في العالم". ar.db-city.com. مؤرشف من الأصل في 2023-01-26. اطلع عليه بتاريخ 2023-01-26.
7. 1 2 3  "Google Earth". earth.google.com. مؤرشف من الأصل في 2022-08-26. اطلع عليه بتاريخ 2022-08-26.
8. 1 2 3 4 5 6  "شواطئ بوزنيقة.. ملاذ الراغبين في الهروب من قيض الصيف". Map Ecology. 30 يونيو 2021. مؤرشف من الأصل في 2022-07-23. اطلع عليه بتاريخ 2022-08-26.
9. 1 2  "شاطئ بوزنيقة .. محج المصطافين الباحثين عن زرقة المياه ونظافة الرمال". 2M.ma. مؤرشف من الأصل في 2019-09-04. اطلع عليه بتاريخ 2022-08-26.
10. ↑  "المربط الوطني ببوزنيقة". https://www.sorec.ma/. مؤرشف من الأصل في 2018-05-01. {{استشهاد ويب}}: روابط خارجية في |موقع= (مساعدة)
11. ↑  Draidi، Hicham. "شاطئ بوزنيقة يصنف من بين أحسن الشواطئ دوليا". alalam. مؤرشف من الأصل في 2022-08-26. اطلع عليه بتاريخ 2022-08-26.
12. ↑  mourid، alakhbar (15 يوليو 2022). "عودة «السيبة» إلى شاطئ بوزنيقة". الأخبار جريدة إلكترونية مغربية مستقلة. مؤرشف من الأصل في 2022-08-26. اطلع عليه بتاريخ 2022-08-26.